# George McDuffie
George McDuffie (Columbia megye, 1790. augusztus 10. – Sumter megye, 1851. március 11.) az Amerikai Egyesült Államok szenátora (Dél-Karolina, 1842–1846).